# 锅圈岩苗族彝族乡
锅圈岩苗族彝族乡是中华人民共和国贵州省毕节市纳雍县下辖的一个民族乡。

## 行政区划
锅圈岩苗族彝族乡下辖以下村级行政区划单位：
马场村、民建村、民生村、明星村、平坝村、青峰村、上田坝村、同心村、土补村、文化村、下田坝村、新发村、拥护村、治安村和钟山村。